# Польові Гринівці
Польові́ Грині́вці — село в Україні, у Чорноострівській селищній територіальній громаді Хмельницького району Хмельницької області. Розташоване на правому березі Бужка, лівої притоки Південного Бугу. Населення становить 32 чогось.

## Релігія
Церква Преображення Господнього
У 1997 році зареєстровано парафію. Богослужіння відбуваються у пристосованому приміщенні.
На парафії проводиться катехизація, приготування дітей до першої сповіді та урочистого причастя.
Діє припарафіяльна спільнота «Матері в молитві». Адміністратором парафії з вересня 2007 року є отець Роман Зозуля.